# Озолин, Карл Яковлевич
Карл Яковлевич Озолин (лат. Kārlis Ozoliņš, 28 сентября 1866, Смилтене — 23 ноября 1933, Рига)  —  адвокат,  депутат Государственной думы I созыва от Лифляндской губернии.

## Биография
По национальности латыш. В 1893 окончил юридический факультет университета. Присяжный поверенный. Входил в латышскую группу Союза автономистов. Член Латышской конституционно-демократической партии. В издании Сытина политическая позиция охарактеризована как "националист, консерватор".
20 апреля 1906 избран в Государственную думу I созыва от общего состава выборщиков Лифляндского губернского избирательного собрания. Вошёл в Конституционно-демократическую фракцию. Член Комиссии по исполнению государственной росписи доходов и расходов. Выступил по аграрному вопросу.
После роспуска Государственной думы вернулся в Ригу.
В независимой Латвии участвовал в организации кооперативного движения и в организации высшей судебной инстанции Сената, где работал до последних своих дней.